# 多米尼克·迈尔
多米尼克·迈尔（德語：Dominik Mayer）是一位德国插画家，擅长欧洲历史和奇幻主题的艺术，尤其是黑暗奇幻。他的作品以强烈的色彩、动态的构图和几何形状的运用为特色。
迈尔早年曾在汉堡和慕尼黑担任 3D/2D 通才、平面设计师和概念艺术家，后来转型成为全职自由插画家和游戏和电影行业的艺术总监。他曾与世界各地的客户合作，包括暴雪娛樂、威世智、Axis Animation、Netflix、腾讯和拳头游戏。